# نوغان العليا (كرتشمبو الشمالي)
نوغان العلیا (بالفارسية: نوغان علیا) هي قرية تقع في إيران في قسم كرتشمبو الشمالي الريفي. يقدر عدد سكانها بـ 91 نسمة .